# Kiều Đầu

Vị trí tại Cao Hùng

Kiều Đầu (tiếng Trung: 橋頭區; bính âm: Qiáotóu Qū) là một khu (quận) của thành phố Cao Hùng, Trung Hoa Dân Quốc (Đài Loan). Quận nằm ven suối Điển Bảo và có địa hình khá bằng phẳng. Diện tích của quận là 25,9379 km², dân số vào tháng 8 năm 2011 là 36.805 người thuộc 12.867 hộ gia đình, mật độ cư trú đạt 1419 người/km².